# Диарра, Абиб
Муамаду́ Аби́б Диарра́ (фр. Mouhamadou Habib Diarra; родился 3 января 2004, Гедиавай, Сенегал) — сенегальский и французский футболист, полузащитник английского клуба «Сандерленд» и сборной Сенегала.

## Клубная карьера
Выступал за молодёжные команды клубов «Мюлуз» и «Страсбур». В августе 2021 года подписал свой первый профессиональный контракт. 17 октября 2021 года дебютировал в основном составе «Страсбура» в матче французской Лиги 1 против «Сент-Этьена».

## Карьера в сборной
В 2020 году дебютировал за сборную Франции до 16 лет в товарищеской игре против сверстников из Италии. В сентябре 2021 года дебютировал за сборную Франции до 18 лет в матче против Швейцарии.

## Личная жизнь
Диарра родился в Сенегале, но в детстве переехал с родителями во Францию.